# 2004 OQ15
2004 OQ15 est un objet transneptunien en résonance 4:7 avec Neptune.

## Caractéristiques
2004 OQ15 mesure environ de 170 km à 270 km de diamètre suivant les sources.